# Fortificaciones de Gibraltar
Las fortificaciones de Gibraltar han hecho que el Peñón de Gibraltar y sus alrededores "sea probablemente el lugar más luchado y densamente fortificado de Europa, y probablemente, por lo tanto, del mundo", como dijo el mariscal de campo sir John Chapple. La península de Gibraltar, situada en el extremo sur de la península ibérica tiene una gran importancia estratégica como resultado de su posición por el Estrecho de Gibraltar, donde el Mar Mediterráneo se encuentra con el Océano Atlántico. Ha sido repetidamente disputada entre potencias europeas y del norte de África y ha soportado catorce asedios desde que se estableció por primera vez en el siglo XI. Los ocupantes de la península —musulmanes, españoles y británicos— han construido capas sucesivas de fortificaciones y defensas, incluyendo murallas, baluartes, casamatas, baterías, revistas, túneles y galerías. En su apogeo en 1865, las fortificaciones abrigaban alrededor de 681 cañones montados en 110 pilas y posiciones, vigilando todas las aproximaciones terrestres y marítimas a Gibraltar. Las fortificaciones continuaron siendo en uso militar hasta la década de 1970, con más de 55 km de galerías excavadas en un área de 6,7 km².
Las fortificaciones fueron temporalmente, entre 1996 y 2012, uno de los bienes de la Lista Indicativa de Reino Unido.

## Topografía
La naturaleza y la posición de las defensas de Gibraltar han sido dictadas por la topografía del territorio. Es una península larga y estrecha que mide 5.1 kilómetros por 1.6 kilómetros de ancho en el máximo, con un área de aproximadamente seis kilómetros cuadrados (2.3 millas cuadradas). El único acceso terrestre a la península es a través de un istmo de arena, de solo tres metros sobre el nivel del mar, la mayoría del cual está ocupado por la ciudad española de La Línea de la Concepción. La península está dominada por el macizo de piedra caliza del Peñón de Gibraltar, que presenta un acantilado de más de 400 metros de altura en su extremo norte, frente al istmo. La roca se extiende hacia el sur a lo largo de 2,5 kilómetros con varios picos antes de desciender a dos mesetas con alturas entre 90-130 metros y 30-40 metros sobre el nivel del mar. La punta sur de Gibraltar está rodeada de escarpados acantilados. La roca en sí es asimétrica, con una pendiente moderada en el lado oeste y una ladera muy empinada (y en lugares casi verticales) en el lado este. El núcleo original de la ciudad de Gibraltar ocupa el lado noroeste más bajo de la roca, adyacente a la bahía de Gibraltar, aunque ha crecido considerablemente hasta el punto de que la zona urbana ahora se extiende hasta Punta Europa, en el extremo sur de la península. Las tierras ganadas al mar durante el siglo XX en el lado oeste ha ensanchado la zona costera, que antes era bastante estrecha. Un par de pequeños asentamientos, originalmente poblados pesqueros, ocupan el lado este.
Estas características han hecho de Gibraltar una posición defensiva natural fuerte. El istmo carece de cobertura natural, exponiendo al fuego defensivo a cualquier ejército que se aproxime. Las alturas de La Roca forman una obstáculo natural al movimiento de tropas, y las planicies rocosas proporcionan plataformas naturales para las baterías de artillería. Los acantilados escarpados en los lados norte y este de la roca cubren esas direcciones y los acantilados marinos alrededor del extremo sur de la península dificultan los desembarcos, más aún con oposición. Una sola carretera conecta Gibraltar con España, y dentro del territorio la mayoría de las carreteras son estrechas y a menudo empinadas debido a la escasa superficie. A lo largo de los siglos, los sucesivos ocupantes de Gibraltar han construido a su alrededor un conjunto cada vez más complejo de fortificaciones, a sumar a las mencionadas características naturales que incorpora el terreno.
En 1610, el historiador español Fernando del Portillo comentó que Gibraltar era «un bastión de su misma topografía que con un poco de arte se podía hacer inexpugnable», y así lo ha demostrado. El escritor irlandés George Newenham Wright observó en 1840 que «la superficie de La Roca está enteramente ocupada por obras defensivas: donde era posible, y a menudo donde parecía casi imposible, se han formado baterías y fortificaciones». Desde Punta Europa, que da al mar en el lado sur, hasta el punto más alto de La Roca, no hay un solo punto que no haya sido puesto en una condición defendible... Procediendo hacia Punta Europa desde la entrada del pueblo, fortificaciones, Revistas, cuarteles y baterías se colocan donde la naturaleza de la superficie lo permita».

## Historia

### Período musulmán
Las fortificaciones de Gibraltar han evolucionado en varias etapas. Se dice que sus primeros habitantes permanentes, los árabes del norte de África, establecieron ya en 1068 una fortaleza en Djebel Tarik (el Monte de Tarik, un nombre que evolucionó a Gibraltar) «para estar en guardia y ver los acontecimientos en el otro lado del Estrecho». Gibraltar fue fortificada por primera vez en 1160 por el almohade sultán Abd al-Mumin en respuesta a la amenaza costera planteada por los reyes cristianos de Castilla. La roca de Gibraltar se rebautizó Jebel al-Fath (el monte de la victoria), y una ciudad fortificada nombrada Medinat al-Fath (la Ciudad de la Victoria) fue dispuesta en las laderas superiores de la Roca. No está claro qué partes de Medinat al-Fath fueron realmente construidas, ya que los restos arqueológicos islámicos que sobreviven en Gibraltar son escasos. Una porción del muro de unos 500 metros de largo todavía sobrevive al sur de la parte principal de la ciudad de Gibraltar, de diseño similar a los muros defensivos en Marruecos. Puede haber protegido un asentamiento en la parte superior de la roca, alrededor de donde está el camino de la reina moderno, pero falta una evidencia arqueológica firme.
La ciudad cayó en poder del Reino de Castilla en 1309 después del primer sitio de Gibraltar y sus fortificaciones fueron reparadas y mejoradas por el rey Fernando IV de Castilla, quien ordenó la construcción de una fortaleza en la ladera sobre la ciudad. Los castellanos mantuvieron el control, resistiendo ante los musulmanes en 1315 el segundo sitio de Gibraltar, hasta que lo abandonaron en 1333 después del tercer sitio de Gibraltar. Después de vencer a un asedio castellano de dos meses, el sultán Marinid Abu al-Hasan Ali ibn Othman ordenó una re-fortificación de Gibraltar «con paredes fuertes como un halo rodea la luna creciente». Muchos detalles de la ciudad reconstruida son conocidos debido al trabajo del biógrafo de Abu al-Hasan Ibn Marzuq, cuyo Musnad (escrito alrededor de 1370-1371) describe la reconstrucción de Gibraltar. La ciudad se expandió y se construyó un nuevo muro defensivo para cubrir los flancos occidental y meridional, con torres y pasajes de conexión para reforzarlos. Las fortificaciones existentes también fueron fortalecidas y reparadas. Los puntos débiles que los castellanos habían explotado fueron mejorados. Un nuevo muro defensivo fue construido para cubrir los flancos occidentales y meridionales, con las torres y los pasillos de conexión agregados para consolidarlos.
La ciudad fortificada ocupaba la parte noreste de la actual ciudad, llegando desde la zona de la Gran Plaza de las Casamatas hasta la carretera del Castillo Superior. Estaba dividida en tres cuartos principales que funcionaban como una serie de murallas exteriores a través de los cuales las tropas podían retroceder por etapas. La torre del homenaje (ahora llamada generalmente el castillo árabe, aunque más correctamente ese nombre se refiere a toda el área fortificada de la ciudad árabe) fue situada en el punto más alto, sirviendo como reducto final. La torre era una fortaleza cuadrada formidable situada dentro de una kasbah y tenía la huella más grande de todas las torres que se construirán en Al-Andalus árabe (320 m2). Fue una reconstrucción muy reforzada de una torre anterior y todavía lleva cicatrices en su pared oriental de proyectiles disparados por los castellanos durante el sitio de 1333. A la kasbah solo podía acceder a través de una única puerta, que todavía sobrevive; Una inscripción visible hasta el siglo XVIII registró que se había dedicado a Yusuf I, sultán de Granada.
Por debajo de la alcazaba había un área más tarde llamada la Villa Vieja (Old Town), a la que se accedía a través del Bab el-Granada (Puerta de Granada), por debajo de la cual había una zona portuaria llamada La Barcina, la cual pudo haber tomado su nombre de la casa de la galera ( Dar el-Sinaha ) construida allí por los musulmanes. Tenía tres puertas de acceso separadas: la Puerta de Tierra (ahora la puerta Landport), la Puerta del Mar (ahora  gran puerta Casemates) y una puerta sur, la puerta de Barcina. El núcleo de la ciudad estaba rodeado por grandes muros defensivos con altas torres coronadas por almenas. Aparte de la torre del homenaje, dos de sus torres todavía sobreviven; una de base cuadrada que estaba equipada con un reloj en la era Victoriana (ahora la torre de reloj de Stanley) y otra construida en bec (de pico, un diseño previsto para resistir la minería). Las paredes fueron construidas en primer lugar con tapia, un mortero a base de cal hecho con la arena local que se enfrentaba con ladrillos decorativos para simular la albañilería. Los constructores más tarde cambiaron sus métodos de construcción para utilizar la piedra entrelazada con ladrillo, una estructura bastante más fuerte. El flanco sur de las murallas ha sobrevivido relativamente intacto, y los vestigios de las otras paredes muy probablemente todavía se encuentren subyacentes a las modernas murallas defensivas construidas por los británicos. Al sur de la ciudad fortificada se encontraba una zona urbana conocida como Turba al Hamra, literalmente las "arenas rojas", por la coloración predominante del suelo en esa zona.

### Período español
Castilla recobró el control de Gibraltar en el octavo sitio, en 1462. La amenaza musulmana retrocedió después de la finalización de la Reconquista y las fortificaciones fueron abandonándose, sin apenas cañones montados en las baterías. En 1535, el comandante naval español Álvaro de Bazán el Viejo advirtió al rey Carlos I que las defensas de Gibraltar eran muy insuficientes y recomendó que el Muro Cortina de la Línea se extendiera hasta el final, la Punta de Europa en el extremo sur de Gibraltar y fortalecer el muro sur. Sin embargo, su consejo fue ignorado. El soldado y escritor Pedro Barrantes Maldonaldo señaló que hacia 1540 el bastión noroccidental de Gibraltar (presumiblemente refiriéndose al Bastión Norte) solo tenía cuatro cañones, mientras que las pocas armas del castillo estaban desmontadas (y por lo tanto inutilizadas), y no había artilleros. El equipo de la guarnición era anticuado y su número era escaso. Las murallas de la ciudad eran todavía esencialmente medievales y no podían resistirse a la artillería de mediados del siglo XVI. La caída de Constantinopla 90 años antes mostró lo vulnerables que podrían ser esas murallas ante un bombardeo de artillería pesada.
Los habitantes de la ciudad pagaron el precio por este descuido en septiembre de 1540 cuando los piratas Bereberes del norte de África realizaron una importante incursión, aprovechando las débiles defensas. Cientos de residentes de Gibraltar fueron tomados como rehenes o esclavos. La corona española respondió a la vulnerabilidad de Gibraltar construyendo la Muralla de Carlos V para controlar el flanco sur de la Roca. El constructor de la pared, el ingeniero italiano Giovanni Battista Calvi, también reforzó la puerta de Landport. Otro ingeniero italiano, Giovan Giacomo Paleari Fratino, extendió la pared sobre la roca superior en un cierto punto probablemente entre 1558-1565. Una torre de vigía, una de tantas construidas a lo largo de la costa sur de España durante este período, fue construida en el extremo oriental del istmo que une Gibraltar con el continente. Esta estructura, conocida como Torre del Diablo, fue demolida durante la Segunda Guerra Mundial. Se piensa que el ingeniero alemán Daniel Specklin pudo haber sido empleado también en la mejora de las fortificaciones de Gibraltar entre 1550-1552: Aunque no hay evidencia directa, las fortificaciones españolas en el extremo sur de la ciudad son virtualmente idénticas en diseño a dibujos en la publicación póstuma de Specklin Architectura von Vestungen ("La arquitectura de las fortalezas") y sobre esta base se ha sugerido que él era el diseñador de las obras del sur de Gibraltar.  
Aunque las obras del siglo XVI mejoraron significativamente las defensas de Gibraltar, todavía tenían deficiencias importantes. Fernández del Portillo señaló en 1610 que mientras Gibraltar estaba «atravesado por una buena muralla con bastiones en las esquinas», todavía quedaba trabajo por hacer para completar los planes de fortificación que se habían elaborado en el siglo anterior. Él sentía que «quizás lo que existe es suficiente para resistir un asalto y más». La mayor debilidad fue la falta de una pared de mar eficaz para resistir bombardeos navales, y en 1618 Felipe III de España autorizó obras para crear un nuevo muelle para un puerto de aguas profundas, protegido por una plataforma de artillería de nueva construcción y la Torre Del Tuerto. Posteriormente, Felipe IV ordenó una importante modernización de las fortificaciones de Gibraltar debido a la actividad hostil en el Estrecho por parte de las potencias protestantes del norte de Europa, particularmente Inglaterra y Holanda. Al visitar Gibraltar en 1624, el rey descubrió que su carruaje no podía caber a través de la puerta de Landport. En cambio, tuvo que entrar en la ciudad y expresar su disgusto, al que se dice que el gobernador militar de Gibraltar replicó: «Señor, la Puerta no fue hecha para el paso de carruajes, sino para la exclusión de enemigos».
En el siglo XVII las altas torres de los arqueros fueron derribadas y sustituidas por bastiones para cañones. Las fortificaciones solo tenían unas paredes almenadas relativamente delgadas, que eran insuficientemente fuertes para contrarrestar los bombardeos de artillería. Estaban alineados con muchas torres altas para los arqueros, pero no podían ser usados para montar cañones. Don Luis Bravo de Acuña, el gobernador de Gibraltar, produjo un informe para el rey recomendando una serie de cambios en las fortificaciones del territorio. Una serie de nuevas baterías fue construida a lo largo de la pared de la línea, cada una con el nombre de un santo, y un muelle nuevo (más adelante renombrado muelle del sur) fue construido para proporcionar protección adicional a los barcos en el puerto. En el lado norte de Gibraltar, La Muralla de San Bernardo (ahora la Gran Batería) estaba perfectamente adaptada para montar cañones frente al istmo con las antiguas torres de tiro con arco que eran derribadas y sustituidas por bastiones. El viejo muelle, que se extendía en la bahía de Gibraltar, proporcionaba más montajes de cañones para barrer el istmo. Una serie de obras defensivas construidas sobre un glacis por encima de la entrada de la ciudad proporcionaba mayor fuego en hilera. Se construyó un bastión formidable para proteger el sur de la ciudad; Conocida como el Baluarte de Nuestra Señora del Rosario, y ahora como el Bastión Sur, enfiló la zanja a través de la Puerta de África, ahora las Puertas de Southport. Sin embargo, la eficacia de las nuevas fortificaciones fue socavada por el error de la corona de no proveer suficientes tropas para su defensa.
En agosto de 1704, una fuerza de invasión anglo-holandesa entró en la Bahía y superó a una guarnición débilmente conformada. Don Diego de Salinas, último gobernador español de Gibraltar, había pedido en repetidas ocasiones que la guarnición y las fortificaciones fueran reforzadas, pero fue en vano. Cuando la flota del almirante George Rooke llevó a cabo la captura de Gibraltar, a sus 350 armas de fuego solamente se oponían en Gibraltar 80 cañones de hierro y 32 de cobre amarillo de varios calibres. La mayoría de los cañones españoles ni siquiera disponian de artilleros. De Salinas solo tenía unos 150 soldados regulares, muy pocos de los cuales eran artilleros y unos 250 civiles armados. Gibraltar cayó después de cuatro días de combates sólo cuando tomaron prisioneros entre la población civil refugiada en Punta Europa. Un ejército franco-español sitió poco después y pudo infligir un daño sustancial a las antiguas fortificaciones españolas, que se derrumbaron bajo el constante golpeteo. Sin embargo, la guarnición anglo-holandesa fue capaz de reparar los daños y rechazó los ataques franco-españoles, mientras que fue reabastecido y reforzado por mar. Después de ocho meses los franceses y españoles abandonaron el duodécimo sitio de Gibraltar.

### Período británico

#### Siglo XVIII
El desarrollo más sustancial de las fortificaciones de Gibraltar tuvo lugar durante la ocupación británica del territorio desde 1704 hasta nuestros días. Poco se hizo inicialmente para mejorar las fortificaciones, más allá de hacer modestas mejoras y reparar los daños causados por el asedio de 1704. En 1709, el general James Stanhope se quejó al conde de Galway que «las obras [de defensa] en general están en muy mal estado, y el dinero que han costado me temo ha sido mal distribuido». Significaba que había sido malversado: En lugar de gastarse en las fortificaciones, los fondos habían sido desviados por oficiales corruptos para reparar sus propias casas en la ciudad. Otros oficiales fueron acusados de robar cañones y venderlos con fines lucrativos en Lisboa. Stanhope expresó su preocupación de que la perspectiva de perder Gibraltar fuera "muy factible" dada la mala condición de las defensas.
Otro asedio aconteció en 1727, pero los españoles no pudieron retomar Gibraltar, ya que los británicos pudieron de nuevo reforzar y reabastecer la guarnición por mar. Después del asedio, los españoles comenzaron la construcción en 1730 de las Líneas de Contravallación, una estructura fortificada a lo largo de todo el ancho del istmo anclado por dos fuertes principales en cada extremo. Con esto se pretendía bloquear el acceso desde Gibraltar a la parte continental española, y también servir como base para cualquier asedio futuro. La importancia del territorio aumentó después de la derrota británica en la batalla de Menorca en 1756, cuando una victoria naval francesa condujo a la rendición de la guarnición británica allí.
El primer tramo de mejoras serias hechas por los británicos después del asedio se centró en el Frente Norte, donde era más probable un ataque futuro. Una zona pantanosa frente a la Puerta de Tierra se inundó y se convirtió en lo que se conoció como "La Inundación ", un cuerpo en forma de pera de agua salobre bloqueado con empaluzadas, zanjas submarinas y otros obstáculos ocultos para evitar el paso. Esto dejó solo dos caminos estrechos a la ciudad, cada uno guardado por las barreras y vigilado por un cañón cargado con metralla letal. La Batería de la Lengua del Diablo fue construida en el viejo muelle para proporcionar fuego enfilado a través del istmo. Las defensas septentrionales alrededor de la Gran Batería y la Puerta de Tierra también fueron fortalecidas.
Otras mejoras fueron hechas bajo lord Tyrawley durante su mandato como gobernador, pero el progreso fue obstaculizado por su relación de confrontación con su ingeniero mayor, Guillermo Skinner. Las defensas de Gibraltar eran más fuertes de lo que habían estado en el asedio anterior, pero todavía tenían muchas deficiencias. La fortaleza parecía a primera vista estar bien armada, con 339 cañones en 1744, pero este número ocultaba el hecho de que estos eran de al menos ocho calibres diferentes, algunos de latón, otros de hierro -lo que significaba que diferían sustancialmente en niveles de fiabilidad- y requerían muchos tipos diferentes de recambios y municiones, lo que aumentaba los problemas logísticos de la guarnición.
Skinner y Tyrawley coincidieron en que la amenaza más apremiante era la de un ataque combinado terrestre y marítimo centrado en la parte más débil de las defensas, el terreno abierto entre el Frente Sur de la ciudad y la punta de Europa al final de la península. Sin embargo, discrepaban vehementemente sobre dónde y cómo construir las defensas. Tyrawley puso mucha energía en la construcción de nuevos terraplenes, baterías y una serie de líneas económicas entre el Bastión Sur y el Nuevo Muelle, llamado Línea del Príncipe de Gales. Se decía de él que nunca dejaba pasar un día «sin visitar las obras una o dos veces durante su estancia cuando era posible salir». Skinner no estuvo de acuerdo con la colocación de las nuevas fortificaciones y criticó el uso de tierra compactada y ladrillos cocidos al sol, lo que les permitió ser construidos a gran velocidad y coste mínimo, en lugar de piedra. Skinner tal vez tenía razón, ya que la mayoría de las obras de Tyrawley fueron arrastradas por la lluvia en pocos años.
Más cambios fundamentales y duraderos se hicieron con el coronel William Green, que fue enviado a Gibraltar como su ingeniero mayor en 1761. Un veterano soldado con experiencia de campañas en los Países Bajos y Canadá, llegó a Gibraltar con una riqueza de conocimientos de los últimos métodos de fortificación. Fue fuertemente apoyado por el sucesor de Tyrawley como gobernador, el teniente general Edward Cornwallis, que escribió en 1768:

Gibraltar tiene sus defectos, pero es, con ellos, tan tenaz en mi opinión como cualquier lugar en Europa: donde es vulnerable es en el mar... Aunque a menudo se ha dicho que Gibraltar es inexpugnable, eso en ningún modo se ajusta a mi opinión. Solo se entiende "mientras te encargues del mar". La bahía es extensa, nuestra guarnición es pequeña.

Los fondos eran escasos en la década de 1760, pero una serie de mejoras fueron hechas en las defensas del Frente Norte y el muro desde el baluarte Sur hasta la Punta de Europa, que fue severamente dañado por una gran tormenta en 1766. Green pasó varios años revisando el estado de las fortificaciones y desarrolló un plan para mejorarlas. Envió un informe a la Junta de Ordenación en Londres en 1762 y otro en 1768. Al año siguiente viajó a Londres para presentar sus conclusiones a una comisión nombrada por William Pitt el Viejo. Resumió sus tres objetivos principales: para evitar un posible ataque por mar; mejorar la calidad de la guarnición y su provisión y mantener al enemigo a distancia con la artillería.
Después de un largo debate, el gobierno aprobó sus planes y Green regresó a Gibraltar para implementarlos. Las fortificaciones del territorio todavía se basaban en gran medida en torno a las antiguas defensas españolas y moriscas, aunque estas habían sido reforzadas y complementadas a lo largo de los años. El malecón era aún en gran parte como lo había sido en el período español y todavía representaba un punto débil, y la falta de alojamiento para los 4000 oficiales y soldados de la guarnición era también un problema importante. Green  se dedicó a revisar, rediseñar y reconstruir las fortificaciones, construir nuevos baluartes, puntas de flecha, almacenes, hospitales, revistas, cuarteles y casamatas a prueba de bombas. Entre sus mejoras más importantes estaba la construcción del baluarte del Rey, una fortificación que se proyecta desde la pared del mar entre el Viejo y el Nuevo Muelle. Montó doce cañones de 32 libras y diez obuses de 8 pulgadas en su frente, con otros diez cañones y obuses en sus flancos, permitiendo que el fuego pesado fuera dirigido hacia la bahía y enfilando la pared del mar en ambas direcciones. Su estructura masiva, con sólidos parapetos de piedra de hasta 15 pies (4.6 m) de espesor, podría albergar a 800 hombres en sus casamatas.
Para llevar a cabo las mejoras de manera más eficiente y barata, Green  consiguió una Compañía de Soldados Ingenieros, predecesora de los Ingenieros Reales, obreros calificados bajo la disciplina militar. También mejoró el estado de preparación de la guarnición para un nuevo asedio. La calidad de las armas fue mejorada; Hacia 1776 había 98 apuntando al norte más dos morteros y dos obuses. Otros 300 fueron montados en el Muro de la Línea y el frente sur, y había espacio para otros 106. Las armas se mantuvieron constantemente cargadas con varias rondas colocadas cerca en la reserva, en caso de un ataque sorpresa. El historiador español López de Ayala comentó lo bien preparada que estaba la guarnición:

Una de las cosas más destacables de este lugar es que no hay cañón, no hay mortero o obús sin su objetivo conocido y predeterminado... Dos veces al día, al amanecer y al atardecer, el propio comandante de la batería inspecciona las armas. Comprueba si la mecha está encendida, la pistola cargada, cebada y entrenada en su objetivo asignado.

Las mejoras de Green  llegaron justo a tiempo para enfrentar el desafío del Gran Sitio de Gibraltar entre 1779-1783. A pesar del asedio, las defensas fueron continuamente mejoradas bajo la supervisión de Green. Más baterías y bastiones fueron construidos en el Frente Norte, todo el camino hasta la cumbre de La Roca. El primero de los muchos túneles de Gibraltar también se construyó, con la intención original de llegar a un afloramiento rocoso llamado La Muesca en la cara norte de la roca, para cubrir un ángulo muerto lateral del lado del Mediterráneo. A medida que se construía el túnel, se excavó un respiradero con explosivos. Los tuneladores se dieron cuenta de que podían utilizar el eje como una aspillera para armas de fuego. Convirtieron el túnel en el primero de una serie de galerías con aspilleras a intervalos, con vistas al istmo, que podrían ser utilizado para bombardear las líneas enemigas con impunidad. El túnel continuó después del asedio y en 1790 se habían excavado 1200 m de túneles, proporcionando rutas de comunicaciones a prueba de bombas entre las diversas líneas y baterías en el Frente Norte de La Roca. La Muesca también fue alcanzada y fue excavada para convertirse en una gran galería, llamada Sala de San Jorge, capaz de acomodar cinco cañones.
Se llevaron a cabo otras obras para reparar, reconstruir y mejorar las defensas alrededor del Frente de Mar, que incorporó la vieja Puerta de Mar. En la zona se construyeron nuevas casamatas, contraguardias, tenazas y lunetas y se agrandaron los baluartes Montagu y Orange. El trabajo se llevó a cabo en medio de una considerable controversia, ya que hubo enérgicos desacuerdos entre los gobernadores y los ingenieros superiores de la época sobre cómo se deben llevar a cabo las obras y, de hecho, si algunas de ellas deberían ser realizadas.

#### Siglo XIX
Gibraltar permaneció en paz durante 121 años después del Gran Sitio, uno de los períodos más largos de paz en su historia, pero el trabajo continuó desarrollando las fortificaciones, impulsadas en gran medida por el ritmo cada vez más rápido de cambio en la potencia y el alcance de la artillería. Las Grandes Casamatas, un enorme cuartel a prueba de bombas, fueron construidas en 1817. Se hicieron propuestas en 1826 para reconstruir el Muro de Línea con nuevos bastiones, aunque nunca se pusieron en práctica. En 1841, el general sir John Thomas Jones de los Ingenieros Reales llevó a cabo un estudio de las defensas de Gibraltar que provocó cambios importantes y definió la naturaleza de las fortificaciones por muchos años por venir.
Las recomendaciones de Jones se basaron en una serie de suposiciones clave acerca de las amenazas que enfrentan en determinados sectores de las fortificaciones. Primero, el Frente Norte estaba tan fuertemente defendido que era muy poco probable que fuera vulnerable. En segundo lugar, las defensas marinas por debajo del baluarte Sur podrían ser violadas, pero un invasor todavía se enfrentaría a la barrera del Frente Sur. Tercero, las defensas de punta de Europa también podrían ser violadas, pero un defensor que sostenía el estrecho Paso Europa o las alturas de Windmill Hill fácilmente podría enfilar a un invasor; Como dijo Jones, «doscientos hombres en Windmill Hill y Paso de Europa deberían tener tantos miles a raya». Cuarto, la principal amenaza era —como coronel William Green había reconocido 80 años antes— a la ciudad misma. Un enemigo rompiendo el Frente de Mar en la ciudad podría pasar por alto los dos Frentes de Tierra y ser capaz de atacarlos desde su trasero muy vulnerable.
Jones también reconoció que el desarrollo de una artillería más potente y precisa hizo que el antiguo sistema de baterías costeras fuera extremadamente vulnerable. Propuso que la artillería costera fuese reubicada unos 300 metros (270 metros) a "baterías retiradas" situadas más arriba de la colina, equipadas con los cañones más recientes y más potentes y disparando desde barbetas en vez de a través de escombros. Tales posiciones no podían ser fácilmente vistas desde el mar, estaban fuera del alcance efectivo de las naves enemigas y no podían ser flanqueadas por cañones terrestres. La pared del mar sería defendida únicamente por el fuego del mosquete con el apoyo de la artillería que es proporcionado por los bastiones y de las baterías jubiladas.
La batería de Gardiner, una de las baterías "retiradas" construidas en la década de 1850. Montones de conchas son visibles detrás de los artilleros.
Las recomendaciones de Jones fueron inmediatamente aceptadas y puestas en práctica. Se construyó una serie de nuevas baterías alineadas en un eje aproximadamente norte-sur orientado hacia el oeste hacia el puerto, incluyendo las baterías de Jones, del Hospital Civil, Raglán, Gardiner, Reina Victoria, Lady Augusta, Príncipe de Gales y Cumberland. Se construyeron nuevas baterías y fortificaciones alrededor de la bahía de Rosa, cerca del sur de la península, y Windmill Hill se fortaleció alrededor de todo su perímetro, con los cuarteles retrasados en su extremo norte bloqueando el acceso al terreno más elevado detrás. La pared del mar en la ciudad se enderezó y fortaleció con la construcción de dos nuevos muros cortina, el Frente del Príncipe Alberto y el Frente de Wellington. Los rompeolas defensivos se construyeron delante de ambos para evitar que una nave enemiga acorralara las paredes.
Los cañones de Gibraltar fueron reorganizados y mejorados a partir de 1856. Muchas de los cañones de 24 libras fueron reemplazados por los de 32 libras y las baterías retiradas fueron equipadas con cañones de 68 libras. Una amplia variedad de viejos cañones todavía estaba en uso, incluyendo los de hierro fundido de 6, 12 y 18 libras, lo que complicó el suministro y el mantenimiento de las baterías. En su apogeo, la fortaleza tenía 681 cañones en 110 baterías y posiciones. Como lo expresó el artista británico William Henry Bartlett en 1851: «Los rangos de baterías que se elevan desde el mar, por encima del nivel, se extienden a lo largo de todo el frente marítimo, en la extremidad norte de la cual es la ciudad; artillería». Sin embargo, Solo una década después, la rápida introducción de artillería que disparaba proyectiles explosivos ya estaba empezando a hacer obsoletas las fortificaciones. Como resultado de las recomendaciones del coronel William Jervois, las baterías costeras fueron mejoradas con casamatas blindadas hechas de costosas planchas de hierro. También propuso construir un fuerte de mar en la bahía, a lo largo de las líneas de los fuertes de Palmerston de Gran Bretaña, aunque esto nunca fue llevado a cabo.
En 1879, la creciente amenaza de artillería naval ultra pesada llevó a la instalación de dos grandes cañones RML de 17,72 pulgadas, los "cañones de 100 toneladas", los más grandes, más pesados y entre las más grandes piezas de artillería de avancarga jamás hechas. Nunca fueron utilizados y no eran particularmente fiables, con de una cadencia de un solo disparo cada cuatro minutos. Pronto fueron reemplazados por cañones de retrocarga más fiables y de gran alcance y el proceso de retirar los cañones a los sitios más lejanos continuó hasta que llegó al punto final lógico de situar las baterías principales en la cúspide de La Roca, de 430 metros sobre el nivel del mar. A esta altura, el clima y las comunicaciones se convirtieron en serios problemas. Gibraltar es propenso a una formación meteorológica llamada Nube de Levante, que a menudo oscurece la parte superior de La Roca. Se instalaron cables telegráficos entrecruzando La Roca para permitir que las baterías se comuniquen con los puestos de observación situados más abajo. Los observadores trazarían el movimiento de objetivos enemigos y transmitirían las coordenadas a las baterías situadas arriba.
La conversión del armamento de Gibraltar a cañones de retrocarga llevó a una nueva revaluación de las necesidades defensivas de la fortaleza en 1888. Un informe de los generales William Howley Goodenough y Sir Lothian Nicholson, el gobernador de la época, recomendó reducir y estandarizar los cañones para que fuesen más sencillos de mantener y abastecer. En las posiciones costeras se introdujeron cañones de seis pulgadas (150 mm) de disparo rápido y ametralladoras y se instalaron cañones de 9,2 pulgadas en las baterías retiradas. Los cañones más pequeños serían suficientes para protegerse contra embarcaciones enemigas rápidas, como lanchas torpederas, mientras que los cañones más grandes podían cubrir todo el estrecho hasta la costa de África del Norte y podían disparar directamente sobre La Roca para bombardear contra artillería en tierra. Catorce cañones de 9,2 pulgadas fueron finalmente instalados, junto con otros catorce cañones de 6 pulgadas, para proporcionar las defensas de artillería primaria de Gibraltar. Se instalaron otros cuatro cañones de 4 pulgadas y diez de 12 libras en varias posiciones estratégicas, principalmente a lo largo de la costa, para proporcionar defensa en la costa.

#### Siglo XX
A comienzos del siglo XX estaba claro que Gibraltar podría ser bombardeado fácilmente y con relativa impunidad desde la parte continental española. Se propusieron construir un nuevo puerto en el lado este de La Roca, donde los buques serían menos vulnerables al fuego de artillería directa desde el continente, pero fueron abandonados debido al enorme gasto y aportar solo ganancias marginales en seguridad. Se construyeron una nueva serie de túneles para proporcionar más alojamiento a prueba de bombas para la guarnición, junto con refugios profundos y casamatas capaces de acomodar a 2000 hombres. Finalmente, se decidió en 1906 que Gibraltar no se enfrentaba a ninguna amenaza creíble por tierra y que las defensas serían organizadas para hacer frente a una amenaza por el mar (Acuerdos de Cartagena).
La amenaza más grande a la que se enfrentó Gibraltar en el siglo XX vino del aire. La única acción vista por las defensas costeras de Gibraltar durante la Primera Guerra Mundial ocurrió en agosto de 1917 cuando el cañón de 6 pulgadas de la batería de Punta del Diablo atacó y hundió un submarino alemán que navegaba en superficie. La Segunda Guerra Mundial presentó un desafío mucho mayor a las defensas de Gibraltar como resultado del desarrollo de bombarderos de largo alcance. Se establecieron numerosas posiciones antiaéreas en Gibraltar, muchas de ellas construidas sobre las fortificaciones existentes y equipadas con cañones antiaéreos de 40 y 3,7 pulgadas. En marzo de 1941 había veintiocho cañones de 3,7 pulgadas y veintidós (y eventualmente cuarenta y ocho) cañones Bofors 40 mm, más dos cañones pom-pom. En 1942 se instalaron veinticuatro reflectores de búsqueda alrededor de Gibraltar y se construyeron lanzadores de cohetes, una forma temprana aunque bastante ineficaz de misiles antiaéreos. Se construyeron búnkeres y casamatas para protegerse contra los desembarcos anfibios, especialmente en el lado oriental de La Roca, y se instalaron cañones antitanque, zanjas y obstáculos frente al istmo para protegerse contra un ataque terrestre. 
La posibilidad de un ataque desde tierra no era una preocupación teórica, ya que Adolf Hitler buscó el apoyo español para llevar a cabo la Operación Félix, una invasión de Gibraltar que habría permitido a los alemanes cerrar la entrada al Mediterráneo dejando en gran desventaja a los Aliados. Se preveía que Gibraltar caería en solo tres días. En el evento, Hitler no llegó a un acuerdo con Franco. Las defensas de Gibraltar fueron probadas varias veces por las incursiones aéreas llevadas a cabo por Italia y la Francia de Vichy, que causó solamente daños limitados y víctimas leves, y por submarinos italianos y ataques de sabotaje que dañaron o hundieron una serie de barcos en la bahía.
A pesar de la naturaleza agresiva de los ataques del Eje, una gran cantidad de trabajo se hizo durante la guerra para desarrollar las fortificaciones de Gibraltar más aún. Una nueva red de túneles fue excavada debajo de la roca para acomodar una guarnición enormemente aumentada. Los túneles se convirtieron en una ciudad subterránea, a salvo de los bombardeos y capaz de albergar a 16.000 hombres. Se incluyeron un hospital, almacenes, talleres, polvorines, una panadería, tiendas de alimentos capaces de mantener suficientes raciones para alimentar a toda la guarnición durante dieciséis meses, una central eléctrica, una planta de destilación de agua y una central telefónica. Gran parte de los escombros se utilizaron para construir una pista a través del istmo y extendiéndose en la bahía, con una longitud eventual de 1.800 yardas (1.600 metros) y un ancho de 150 yardas (140 metros). La Real Base Aérea de Gibraltar apoyó las operaciones aéreas aliadas en la batalla del Atlántico, el Mediterráneo y el norte de África. Durante la Operación Torch en 1942, más de 600 aviones aliados estaban abarrotados en la pista única de Gibraltar.
Después de la Segunda Guerra Mundial, los cambios en los compromisos militares de Gran Bretaña y el entorno estratégico hicieron que el papel de Gibraltar como una fortaleza fuera superfluo. El papel histórico de la Marina Real en el Mediterráneo fue efectivamente asumido por la Sexta Flota de Estados Unidos y los intereses estratégicos de Gran Bretaña se trasladaron al Atlántico. Algunos trabajos adicionales tuvieron lugar entre 1958-68, cuando Gibraltar fue utilizado como una estación de monitoreo de la OTAN para observar el tráfico naval a través del Estrecho. Se construyeron túneles de conexión para conectar los túneles existentes, se construyeron nuevas cámaras de almacenamiento y depósitos, además  de vías de acceso para facilitar el movimiento entre las áreas de la península. Los trabajos de túneles llegó a su fin en abril de 1968, marcando el final de los 200 años del ejército británico de construcción de túneles. Los cañones de 9,2 pulgadas montados en la cresta superior de La Roca permanecieron en servicio hasta el 7 de abril de 1976, cuando los cañones de las baterías de lord Airey, O'Hara y Spur fueron disparados por última vez. En octubre de 1985, una sola batería de misiles antibuque Exocet fue instalada en La Roca; eran una versión especialmente adaptada del misil antibuque embarcado MM38, conocido como "Excalibur" y eran guiados por un radar Tipo 1006. Según se informa, el sistema había sido retirado para 1997. Durante las décadas de 1980 y 1990, el Ministerio de Defensa británico cerró el astillero naval de Gibraltar y redujo considerablemente la presencia militar en el territorio, dejando al Regimiento Real Gibraltar como la principal fuerza militar en Gibraltar.

## Las fortificaciones de Gibraltar hoy
Muchas de las fortificaciones de Gibraltar ya eran redundantes mucho antes de que la guarnición británica fuera retirada del territorio en los años noventa y el rápido desplome militar de los años 80 y 90 dejó a las autoridades civiles con una gran cantidad de excedentes militares. Muchas de las fortificaciones mejor conservadas se encuentran en la reserva natural de Upper Rock, un área de conservación que cubre aproximadamente el 40% de la superficie de Gibraltar. Algunas de las baterías de la zona superior de La Roca se han conservado intactas; Tres de los cañones de 5,25 pulgadas en la Batería de la Princesa Ana todavía están en su lugar, por lo que es el único lugar en el mundo donde todavía se puede ver una batería completa de 5,25 pulgadas. Los cañones de 9,2 pulgadas en Breakneck, lord Airey y las baterías de O'Hara todavía están in situ' y pueden ser visitadas. En otros lugares, la mayor parte de la artillería ha sido eliminada. Dos cañones de 6 pulgadas se mantienen en la batería Gap del diablo, una de los cuales es el arma que hundió un submarino alemán en agosto de 1917. El Napier de la Batería de Magdala, uno de los dos de 100 toneladas, RML cañón de 17,72 pulgadas In situ que ha sido restaurado, junto con un arma antiaérea de disparo rápido de 3.7 pulgadas.
También se pueden visitar algunos de los túneles de los siglos XVIII y XX. Las galerías superiores (ahora conocidas como los túneles grandes del sitio) en la cara del norte de La Roca de Gibraltar son una atracción turística popular dentro de la reserva de naturaleza. Se han instalado varios cuadros para recrear la apariencia de las baterías originales del siglo XVIII alojadas en los túneles. Incluyen una serie de cañones victorianos de 64 libras en carros originales de Gibraltar. Las galerías medias, donde el túnel de la Segunda Guerra Mundial se une a los túneles originales del siglo XVIII, están abiertas bajo el nombre de "Túneles de la Segunda Guerra Mundial". Las galerías inferiores no están abiertas a visitantes, pues están en malas condiciones debido al vandalismo y a la negligencia, aunque todavía contienen muchas reliquias de su antiguo uso militar.

### Fortificaciones conservadas
Muchas de las fortificaciones del oeste, las que daban al mar han sobrevivido, aunque no siempre en su estado original. Se ha construido un número considerable. La Inundación fue drenada después de la Segunda Guerra Mundial y ahora es el sitio de la finca Laguna, el nombre de la laguna de la Inundación. El glacis fue utilizado igualmente como las fundaciones del estado del Glacis. El terreno de muchas de las baterías que apuntaban a los puntos principales durante el auge de los sitios de Gibraltar han desaparecido bajo los acontecimientos recientes. Las murallas de la ciudad han sobrevivido casi enteramente y progresivamente están siendo despejadas de las estructuras modernas para restaurarlas a su aspecto original. Sin embargo, ya no están al borde del agua debido a las tierras ganadas al mar. Varias de las fortificaciones se han adaptado a uso civil.
Las defensas del Frente Norte, siguiendo el recorrido establecido por los musulmanes en el siglo XI, están sustancialmente intactas. Una parte significativa de los muros originales españoles y moriscos todavía se puede ver, en una tipología de dientes de sierra (en crémaillère) en la Gran Batería. A pesar de que los fosos han sido cortados en las paredes para permitir la circulación de vehículos para entrar en el centro de la ciudad, los peatones todavía pueden caminar sobre el puente levadizo de madera sobre el foso Frente Norte para pasar a través de la Puerta de Landport a la ciudad. La torre del Homenaje árabe sigue estando sobre la batería magnífica en las laderas más bajas de la roca. Ahora está abierto al público como parte de la Reserva Natural de Upper Rock.
Las paredes del Frente Sur están también sustancialmente intactas. Las puertas de Southport llevan todavía los brazos de Carlos V, con columnas a cada lado que representan los Pilares de Hércules entrelazados con los pergaminos que leen "plus ultra", el lema del escudo de España. Flanqueando la base de las armas reales están las armas de Gibraltar y de uno de los gobernadores españoles. La zanja que alguna vez se unió a las puertas ha sido ampliamente llenada, aunque una parte de ella fue reutilizada para crear el cementerio de Trafalgar adyacente a las puertas de Southport. Más al sur, la parte superior de la muralla de Carlos V está intacta y se puede caminar; El punto más bajo de esta sección, la batería del príncipe Ferdinand, ahora es el sitio de la guarida de los monos, donde viven muchos de la colonia de Gibraltar de macacos bereberes. Muchas de las defensas del acantilado y los emplazamientos de artillería en el sur de la península son todavía visibles, aunque en alguno se ha construido el faro y otros se han convertido en plataformas de miradores.

#### Conservar las fortificaciones
La preservación de las fortificaciones de Gibraltar y de su patrimonio arquitectónico en general ha sido un tema problemático. La península es extremadamente corta de tierra; A principios de los años ochenta, casi la mitad de la tierra disponible era de uso militar, comprendiendo el astillero naval, toda la parte meridional de Gibraltar, la parte alta de la roca y una cantidad significativa de propiedad dentro de las murallas, Pista e instalaciones militares en el istmo. Hasta hace poco, Gibraltar no tenía frente al mar público debido al uso militar de la tierra. Al haberse agotado la presencia militar, la propiedad del MOD se ha entregado al Gobierno de Gibraltar, pero este último carece de los recursos para ocuparse de todos los edificios y terrenos que se le han transferido. Esto ha conducido al abandono y al deterioro físico severo de partes significativas de la herencia militar de Gibraltar.
Un buen ejemplo es el de las Defensas del Norte, que consisten en las Líneas del Rey, las Líneas de la Reina y las Líneas del Príncipe con vistas al istmo y la entrada a Gibraltar. La mayoría datan del Gran Asedio y más tarde descritas como «una de los más, tal vez de las experiencias que más perviven de una visita a Gibraltar... comparado con algunos de los más famosos sitios militares en el mundo». Como John Harris, del Real Instituto de Arquitectos Británicos, son «capaces de proporcionar una de las grandes experiencias arquitectónicas del mundo occidental... El ambiente de la Gran Sitio esta vivo y surge en cada parte» La Sociedad de Conservación de Gibraltar propuso un presupuesto de 500.000 £ a principios de 1980 para preservar y volver a abrir las líneas y de las «baterías» de los alrededores, las galerías y almacenes a prueba de bombas, pero el plan no se realizó y las líneas siguen abandonadas y deteriorándose a pesar de ser monumentos.

## Elementos
- Defensas del Norte:
  - La Inundación, la Puerta de Tierra, el Baluarte del Norte, la Gran Batería, el Baluarte de Hesse Demiy la Vieja Batería.
  - Las Líneas del Rey, las Líneas de la Reina y las Líneas del Príncipe.
- Defensas de Mar:
  - El Baluarte de Montagu, con la Contraguardia de Montagu, la Cortina de Montagu, el Baluarte de la Naranja, con la Contraguardia de Chatham, el Baluarte del Rey, la Muralla de Sir Herbert Miles, el Frente de Wellington, el Baluarte del Sur, el Baluarte de Jumper.
- Defensas del Sur
  - El Baluerte Plano, el Muro de Carlos V y el Muro de los Muros